# Piaggio Bravo

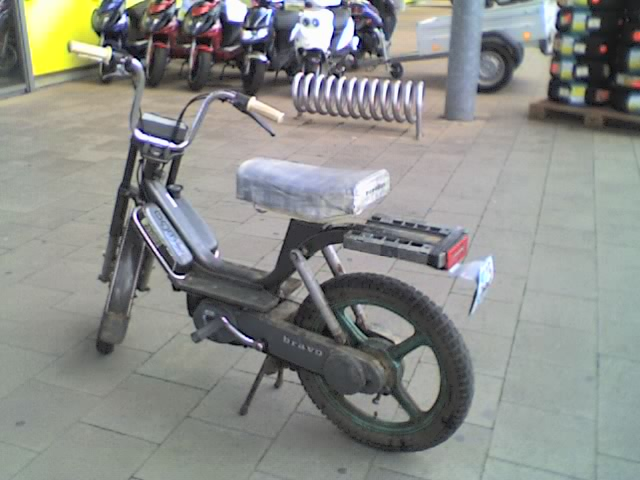
Piaggio Bravo

Das Bravo ist ein Kleinkraftrad, das vom italienischen Fahrzeughersteller Piaggio angeboten wurde. Es verfügte über einen Zweitaktmotor und war in zwei Varianten erhältlich. Neben einer Mofa-Version, die eine Höchstgeschwindigkeit von 25 km/h erreichte, gab es eine Moped-Variante mit einer Höchstgeschwindigkeit von 50 km/h.

## Erste Serie
Bravo A (Typ RM)
Hinten und vorne keine Federung. Typisch für die erste Modellreihe ist der Kunststofftank.
Bravo L (Typ TM)
Vorne gefedert, hinten starr.
Bravo L S (Typ EM)
Besonderer Luxus bei der Bravo L S ist die vordere und hintere Vollfederung. Dieses Modell war ausschließlich in Rot mit blauen Verkleidungen erhältlich.

## Zweite Serie
Ab der Zweiten Serie wurden die Tanks etwas in der Form verändert. Dabei wurde auch direkt mit dem Modellwechsel 1976 der Tank aus Blech hergestellt. Die Bravo war ab sofort in verschiedenen Farben erhältlich.
Bravo S
Die Bravo S ist nur vorn gefedert. Sie hat meist lackierte Schutzbleche und ist original nur mit Chromfelgen erhältlich.
Bravo SC
Die SC hatte meist vorn und hinten eine Federung. Sie hatte Aluguss-Felgen, die in zwei Varianten erhältlich waren.

## Dritte Serie
Die neue Serie erhielt eine komplett andere Verkleidung. Sie war bulliger gebaut, und komfortabler gestaltet. Vorn erhielt sie eine Öldruckfederung, was vorher nur die Mopedmodelle hatten. Auch der Tank wurde einem "Facelift" unterworfen.
Bravo P
Die Bravo P besitzt nur vorn eine Federung, lackierte Schutzbleche und keinen Tachometer.
Bravo PX
Im Gegensatz zur Bravo P hat die PX hinten eine Federung und einen Tacho. Die Schutzbleche wurden verchromt und stabiler gebaut.

## Vierte Serie und Super Bravo

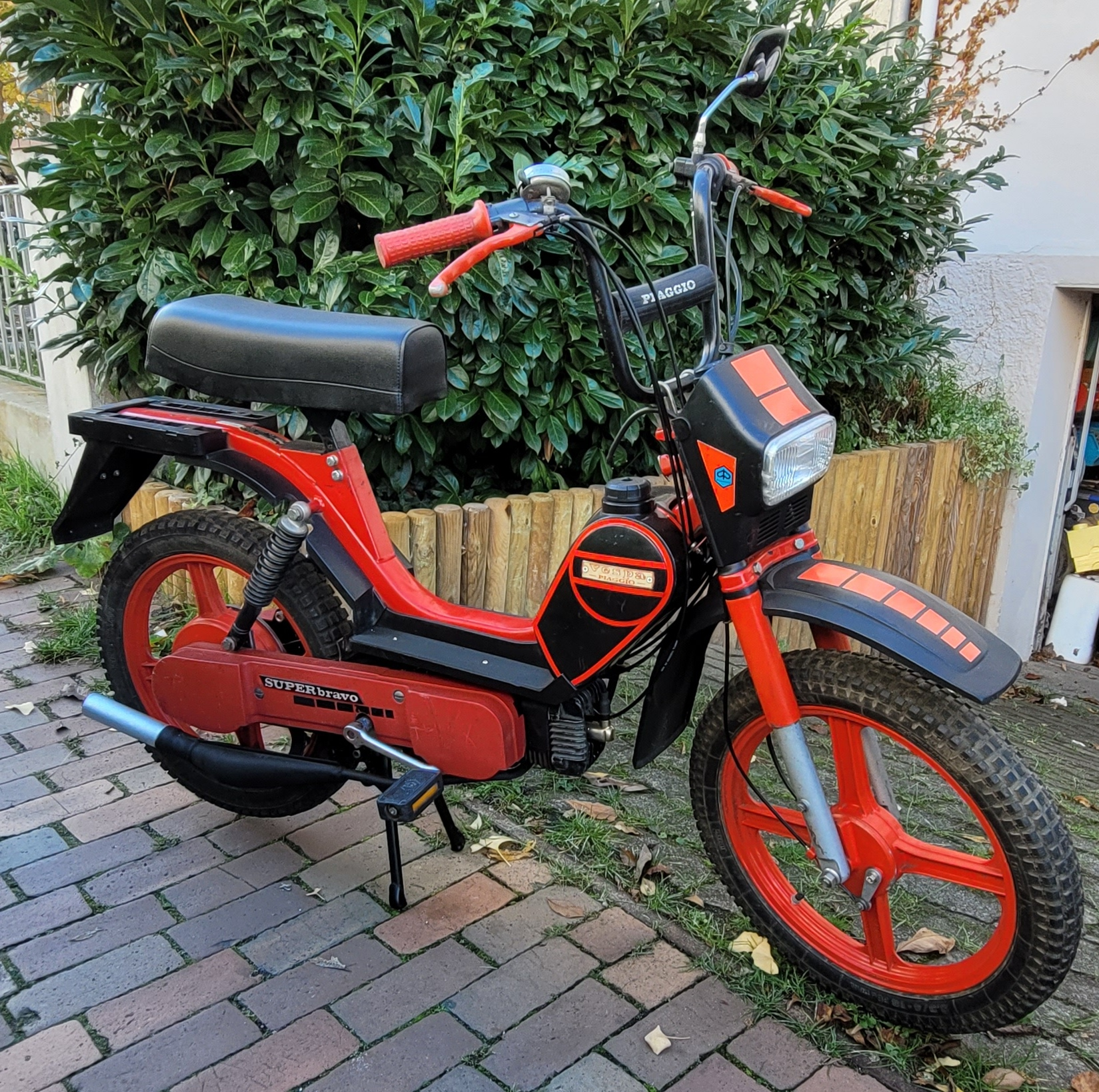

Die vierte Serie wurde zeitgleich mit der dritten Serie produziert. Die Super Bravo wurde als sportliches Cross-Mofa vermarktet. Bei der Bravo De LUXE waren alle Kunststoffteile lackiert. Bei der Superbravo gab es verschiedene Ausführungen mit Automatikgetriebe oder als Super Bravo 2 (EMC1T) mit einem handgeschalteten 2-Gang Getriebe im Hinterrad. Bei der Superbravo 2 erfolgte der Antrieb über einen Zahnriemen mit Spannrolle, bei der Kupplung handelte es sich um eine handbetätigte Trockenkupplung. Der Motortyp der 2-Gang Version ist der EMC1M, der über eine andere Kurbelwelle verfügt, um das Antriebsrad für den Zahnriemen aufzunehmen. Die Originalbereifung hat vorn und hinten die Dimension 2 3/4-16. Die Super Bravo 2 hatte im Gegensatz zur Automatikversion einen Kunststofftank.